# Timi Lahtinen
Timi Lahtinen (ur. 6 stycznia 1995 w Helsinkach) – fiński hokeista.

## Kariera
- Jokerit U16 (2009-2011)
- Jokerit U18 (2011-2013)
- Jokerit U20 (2011-2013)
- Blues U20 (2013-2016)
- Blues (2014-2016)
  -  Kiekko-Vantaa (2014/2015)
  -  TuTo (2015/2016)
- TPS (2016-2017)
  -  TuTo (2014/2015)
- IPK (2019-2020)
- Kiekko-Espoo (2020-2021)
- HK Spišská Nová Ves (2021)
- Dundee Stars (2021-2022)
- STS Sanok (2022)
- HK Martin (2022-2023)

Wychowanek klubu Jokerit w rodzinnych Helsinkach. Od 2013 karierę rozwijał w klubie Espoo Blues, w barwach którego grał też w seniorskich rozgrywkach Liiga. W 2016 przeszedł do TPS, skąd został ponownie wypożyczony do TuTo w rozgrywkach Mestis i grał tam do 2019. W sezonie 2019/2020 gra w drużynie IPK w tej samej lidze. W 2020 został zawodnikiem Kiekko-Espoo. W lutym 2021 przeszedł do zespołu HK Spišská Nová Ves w 1. lidze słowackiej. W sezonie 2021/2022 był zawodnikiem szkockiej drużyny Dundee Stars w brytyjskich rozgrywkach EIHL. W lipcu 2022 został zaangażowany do zespołu STS Sanok w rozgrywkach Polskiej Hokej Ligi. Na początku listopada 2022 jego kontrakt został rozwiązany. Pod koniec tego miesiąca trafił do słowackiego HK Martin.
Występował w reprezentacjach junioskich Finlandii do lat 16, do lat 17, do lat 18, do lat 20.

## Sukcesy
Klubowe
- Złoty medal U16 SM-sarja: 2010 z Jokeritem U16
- Złoty medal U18 SM-sarja: 2012, 2013 z Jokeritem U18
- Złoty medal U20 SM-liiga: 2014 z Jokeritem U20
- Brązowy medal U20 SM-liiga: 2015 z Jokeritem U20
- Srebrny medal U20 SM-liiga: 2016 z Jokeritem U20
- Puchar Finlandii: 2017 z TuTo
- Srebrny medal Mestis: 2018 z TuTo
- Brązowy medal Mestis: 2019 z TuTo
- Złoty medal 1. ligi słowackiej: 2021 z HK Spišská Nová Ves[10]